# Mykhailo Zakharevych
Mykhailo Vasylovych Zakharevych (26 de septiembre de 1950, Sosonka, Óblast de Vínnitsa, RSS de Ucrania, URSS) es un actor y gestor teatral soviético y ucraniano. Es el director general y director artístico del Teatro Nacional Académico de Drama Iván Frankó. Artista del Pueblo de Ucrania (2004), miembro correspondiente de la Academia Nacional de Artes de Ucrania (2017).

## Biografía
Nació el 26 de septiembre de 1950 en el pueblo de Sosonka (actualmente en el Raión de Vínnitsa, Óblast de Vínnitsa, Ucrania).
En 1972, se graduó en el Instituto Estatal de Arte de Járkov (nombrado en honor a I. P. Kotliarevski). En 1989, completó sus estudios en el Instituto de Formación de Trabajadores de la Cultura de la URSS, especializándose en gestión.

## Carrera teatral
Comenzó su carrera profesional en 1967 en el Teatro de Marionetas de la Óblast de Vínnitsa, donde trabajó hasta 1968.  Entre 1972 y 1981, fue actor en el Teatro Musical y Dramático de Zaporiyia (nombrado en honor a Mykola Shchors). En los años siguientes, ocupó diversos cargos directivos en instituciones teatrales:
- 1981–1983 – Subdirector del Teatro de Marionetas de la Óblast de Zaporiyia [2]
- 1983–1984 – Director del Teatro de Marionetas de la Óblast de Zaporiyia [2]
- 1984–1992 – Director del Teatro Musical y Dramático de Zaporiyia (nombrado en honor a Mykola Shchors) [1][2]
- 1992–1994 – Director del Teatro Académico Ucraniano de Drama Iván Frankó en Kiev [1][2]

Desde 1994, ha sido el director general del Teatro Nacional Académico de Drama Iván Frankó y, desde 2018, también ocupa el cargo de director general y director artístico. 

## Actividad académica y administrativa
Entre 1996 y 2000, ocupó el cargo de primer viceministro de Cultura y Artes de Ucrania. En 2016, defendió su tesis titulada "El Teatro Nacional Académico de Drama Iván Frankó en la dinámica de las transformaciones socioculturales (1920–2001)", obteniendo el grado de Doctor en Filosofía.
Es profesor en la Universidad Nacional de Teatro, Cine y Televisión de Kiev (nombrada en honor a I. Karpenko-Karyi) y autor de numerosos artículos científicos sobre la historia del teatro y la gestión de instituciones teatrales. 
Entre el 1 de febrero y el 9 de abril de 2021, ocupó el cargo de director del Fondo Cultural Ucraniano.

## Roles teatrales
- Zbyszek – La moral de doña Dulska de Gabriela Zapolska
- Malajov – Detengan a Malajov de Hryhoriy Agranov
- Lucindo – La dama boba de Lope de Vega
- Valerik – La tercera pieza patética de Mykola Pogodin[10]

## Premios y distinciones
- 1989 – Trabajador Cultural Meritorio de Ucrania [2]
- 1999 – Artista de Honor de Ucrania [11]
- 2000 – Diploma Honorífico del Gabinete de Ministros de Ucrania [2]
- 2004 – Artista del Pueblo de Ucrania [1]
- 2010 – Orden del Príncipe Yaroslav el Sabio (V Clase) [1][2]
- 2015 – Orden del Príncipe Yaroslav el Sabio (IV Clase) [2]

Es galardonado con el Premio Mykola Sadovsky. 